# Großkirchheim
Großkirchheim ist eine Gemeinde mit 1319 Einwohnern (Stand 1. Jänner 2024) im Bezirk Spittal an der Drau im österreichischen Bundesland Kärnten.

## Geographie

### Geographische Lage
Großkirchheim liegt in durchschnittlich 1024 Metern Seehöhe in der Region Großglockner der Hohen Tauern, im Osten wird sie von der Sonnblick-, im Westen von der Schobergruppe begrenzt. Etwa 40 % des Gemeindegebiets liegen im Nationalpark Hohe Tauern.

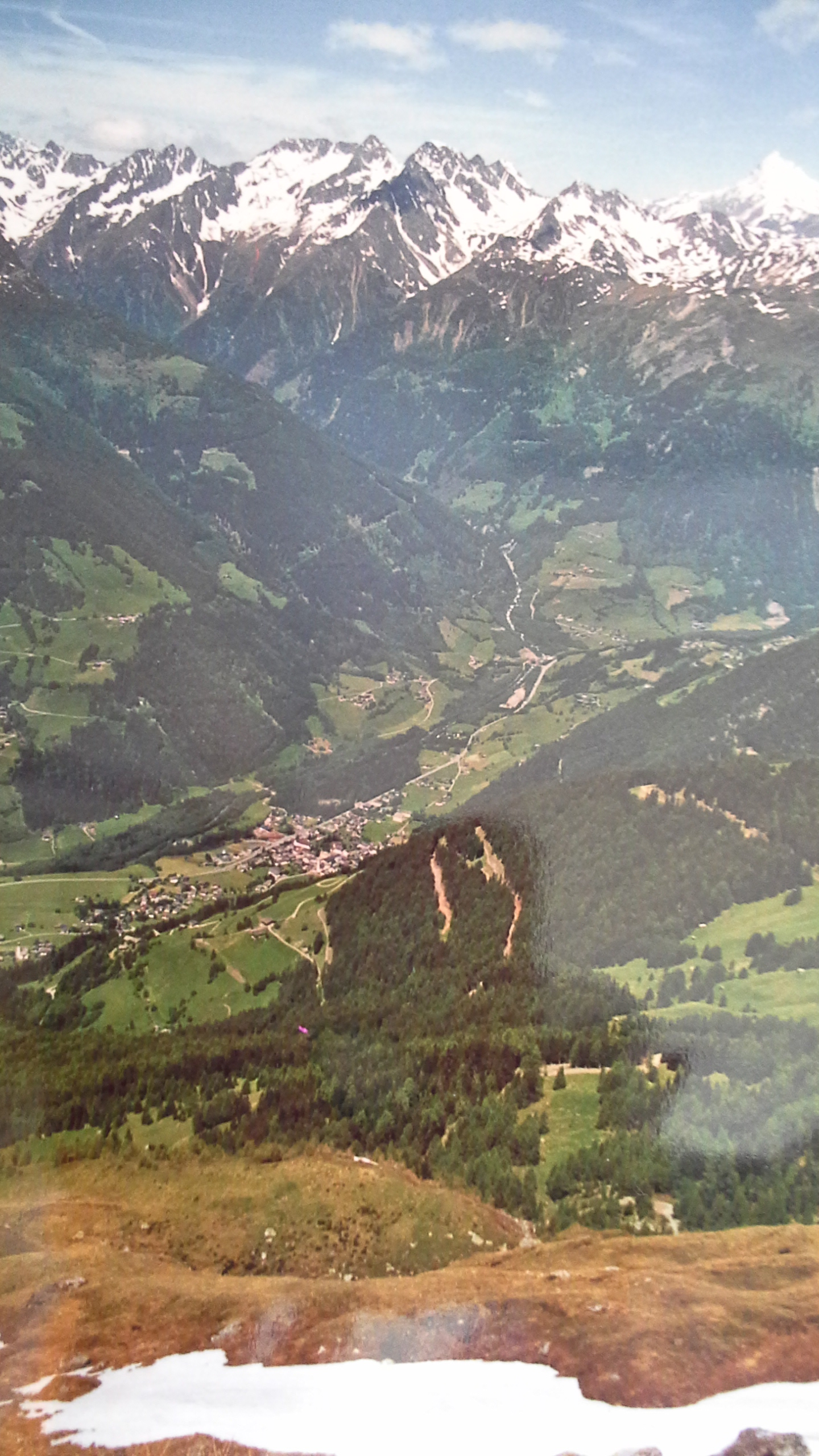
Blick vom Südwesthang des Mohar in das Mölltal mit Großkirchheim.

Nachbargemeinden sind Heiligenblut, Flattach und Mörtschach, im Norden grenzt das Gemeindegebiet an das Bundesland Salzburg, im Westen an Osttirol.

### Gemeindegliederung
Großkirchheim ist in die fünf Katastralgemeinden Döllach, Mitten, Putschall, Sagritz und Winkel Sagritz gegliedert, das Gemeindegebiet umfasst folgende 14 Ortschaften (in Klammern Einwohnerzahl Stand 1. Jänner 2024):
- Allas (37)
- Am Putzenhof (17)
- Döllach (452)
- Egg (8)
- Göritz (30)
- Kraß (66)
- Mitteldorf (149)
- Mitten (130)
- Putschall (53)
- Ranach (28)
- Sagritz (173)
- Untersagritz (97)
- Winklsagritz (44)
- Zirknitz (35)

### Nachbargemeinden
| Heiligenblut        |                                             | Rauris (ZE) |
|                     | Kompassrose, die auf Nachbargemeinden zeigt | Flattach    |
| Nußdorf-Debant (LZ) | Mörtschach                                  |             |

### Klima
|                        | Jan  | Feb  | Mär  | Apr  | Mai  | Jun  | Jul  | Aug  | Sep  | Okt  | Nov  | Dez  |   |      |
| Mittl. Temperatur (°C) | −2,1 | −0,9 | 2,5  | 6,0  | 10,5 | 13,6 | 15,6 | 15,1 | 11,4 | 7,2  | 1,9  | −1,5 | ⌀ | 6,6  |
| Mittl. Tagesmax. (°C)  | 2,6  | 4,3  | 8,1  | 11,9 | 16,7 | 20,1 | 22,3 | 21,5 | 17,6 | 12,7 | 6,6  | 2,7  | ⌀ | 12,3 |
| Mittl. Tagesmin. (°C)  | −5,6 | −4,8 | −1,7 | 1,7  | 6,0  | 8,9  | 10,8 | 10,7 | 7,4  | 3,7  | −1,1 | −4,5 | ⌀ | 2,7  |
|                        |      |      |      |      |      |      |      |      |      |      |      |      |   |      |
| Niederschlag (mm)      | 29   | 24   | 37   | 41   | 74   | 95   | 119  | 114  | 84   | 76   | 72   | 40   | Σ | 805  |
|                        |      |      |      |      |      |      |      |      |      |      |      |      |   |      |
| Luftfeuchtigkeit (%)   | 54,5 | 49,2 | 45,1 | 45,5 | 48,0 | 47,3 | 48,1 | 51,6 | 53,7 | 58,6 | 59,6 | 60,9 | ⌀ | 51,9 |

| −5,6 |

| −4,8 |

| −1,7 |

| 1,7 |

| 6,0 |

| 8,9 |

| 10,8 |

| 10,7 |

| 7,4 |

| 3,7 |

| −1,1 |

| −4,5 |

| −5,6 |

| −4,8 |

| −1,7 |

| 1,7 |

| 6,0 |

| 8,9 |

| 10,8 |

| 10,7 |

| 7,4 |

| 3,7 |

| −1,1 |

| −4,5 |

## Geschichte
Um 1140/50 wurde das Schloss Großkirchheim bei „locus Chyrichaim“ (Ort Kirchheim) erstmals urkundlich erwähnt.
Bereits zur Zeit der Kelten und der Römer in Kärnten wurde in den Hohen Tauern Gold abgebaut. Der Abbau von Edelmetallen erlebte hier im Mittelalter und ab Ende des 15. Jahrhunderts seine Blütezeit. Eine 1338 verfasste Urkunde verlieh die Grubenrechte für das „goldärtzt im Kirchhaimer gericht und der dem Tauern gelegen bey dem fleiß“. Noch bis in das 17. Jahrhundert wurde im heutigen Gemeindegebiet nach Gold geschürft, erst nachdem durch das Vorschieben der Pasterze immer mehr Gruben vereisten, musste der Abbau aufgegeben werden.
Im 17. und 18. Jahrhundert wanderten mehrere Personen und Familien aus Sagritz und Großkirchheim ins bayerische Alpenvorland aus.
1850 konstituierten sich auf dem heutigen Gemeindegebiet zunächst die eigenständigen Ortsgemeinden Döllach, Sagritz und Mitten, wobei sich die beiden letztgenannten bereits 1856 vereinigten. Ab 1939 hatten Döllach und Sagritz eine gemeinsame Bürgermeisterei, 1956 schlossen sie sich zur Gemeinde Döllach-Sagritz zusammen, und diese benannte sich schließlich 1983 – an die historische Bedeutung des Schlosses und Landgerichts anknüpfend – in Großkirchheim um.
Im Lauf des 20. Jahrhunderts entwickelte sich Großkirchheim zu einem zweisaisonalen Tourismusort (ca. 45.000 Übernachtungen) und Sitz der Geschäftsstelle des Nationalparks Hohe Tauern.
| Hier fehlt eine Grafik, die leider im Moment aus technischen Gründen nicht angezeigt werden kann. Wir arbeiten daran!Anzahl Übernachtungen im Jahresverlauf 2017 | Hier fehlt eine Grafik, die leider im Moment aus technischen Gründen nicht angezeigt werden kann. Wir arbeiten daran!Anzahl Übernachtungen von 2008 bis 2020 |

### Bevölkerung
Laut Volkszählung 2001 hat Großkirchheim 1.606 Einwohner, davon sind 96,6 % österreichische und 2,6 % deutsche Staatsbürger. 95,8 % der Bevölkerung bekennen sich zur römisch-katholischen und 2,1 % zur evangelischen Kirche, 1,5 % sind ohne religiöses Bekenntnis.

### Bevölkerungsentwicklung
| Großkirchheim: Einwohnerzahlen von 1869 bis 2024    | Großkirchheim: Einwohnerzahlen von 1869 bis 2024 | Großkirchheim: Einwohnerzahlen von 1869 bis 2024 | Großkirchheim: Einwohnerzahlen von 1869 bis 2024 | Großkirchheim: Einwohnerzahlen von 1869 bis 2024 |
| --------------------------------------------------- | ------------------------------------------------ | ------------------------------------------------ | ------------------------------------------------ | ------------------------------------------------ |
| Jahr                                                |                                                  |                                                  |                                                  | Einwohner                                        |
| 1869                                                | 1869                                             |                                                  | 1.168                                            | 1.168                                            |
| 1880                                                | 1880                                             |                                                  | 1.129                                            | 1.129                                            |
| 1890                                                | 1890                                             |                                                  | 1.142                                            | 1.142                                            |
| 1900                                                | 1900                                             |                                                  | 1.090                                            | 1.090                                            |
| 1910                                                | 1910                                             |                                                  | 1.086                                            | 1.086                                            |
| 1923                                                | 1923                                             |                                                  | 1.040                                            | 1.040                                            |
| 1934                                                | 1934                                             |                                                  | 1.193                                            | 1.193                                            |
| 1939                                                | 1939                                             |                                                  | 1.177                                            | 1.177                                            |
| 1951                                                | 1951                                             |                                                  | 1.326                                            | 1.326                                            |
| 1961                                                | 1961                                             |                                                  | 1.399                                            | 1.399                                            |
| 1971                                                | 1971                                             |                                                  | 1.520                                            | 1.520                                            |
| 1981                                                | 1981                                             |                                                  | 1.548                                            | 1.548                                            |
| 1991                                                | 1991                                             |                                                  | 1.604                                            | 1.604                                            |
| 2001                                                | 2001                                             |                                                  | 1.606                                            | 1.606                                            |
| 2011                                                | 2011                                             |                                                  | 1.408                                            | 1.408                                            |
| 2021                                                | 2021                                             |                                                  | 1.309                                            | 1.309                                            |
| 2024                                                | 2024                                             |                                                  | 1.319                                            | 1.319                                            |
| Quelle(n): Statistik Austria, Gebietsstand 1.1.2021 |                                                  |                                                  |                                                  |                                                  |

## Kultur und Sehenswürdigkeiten
- Schloss Großkirchheim in Döllach

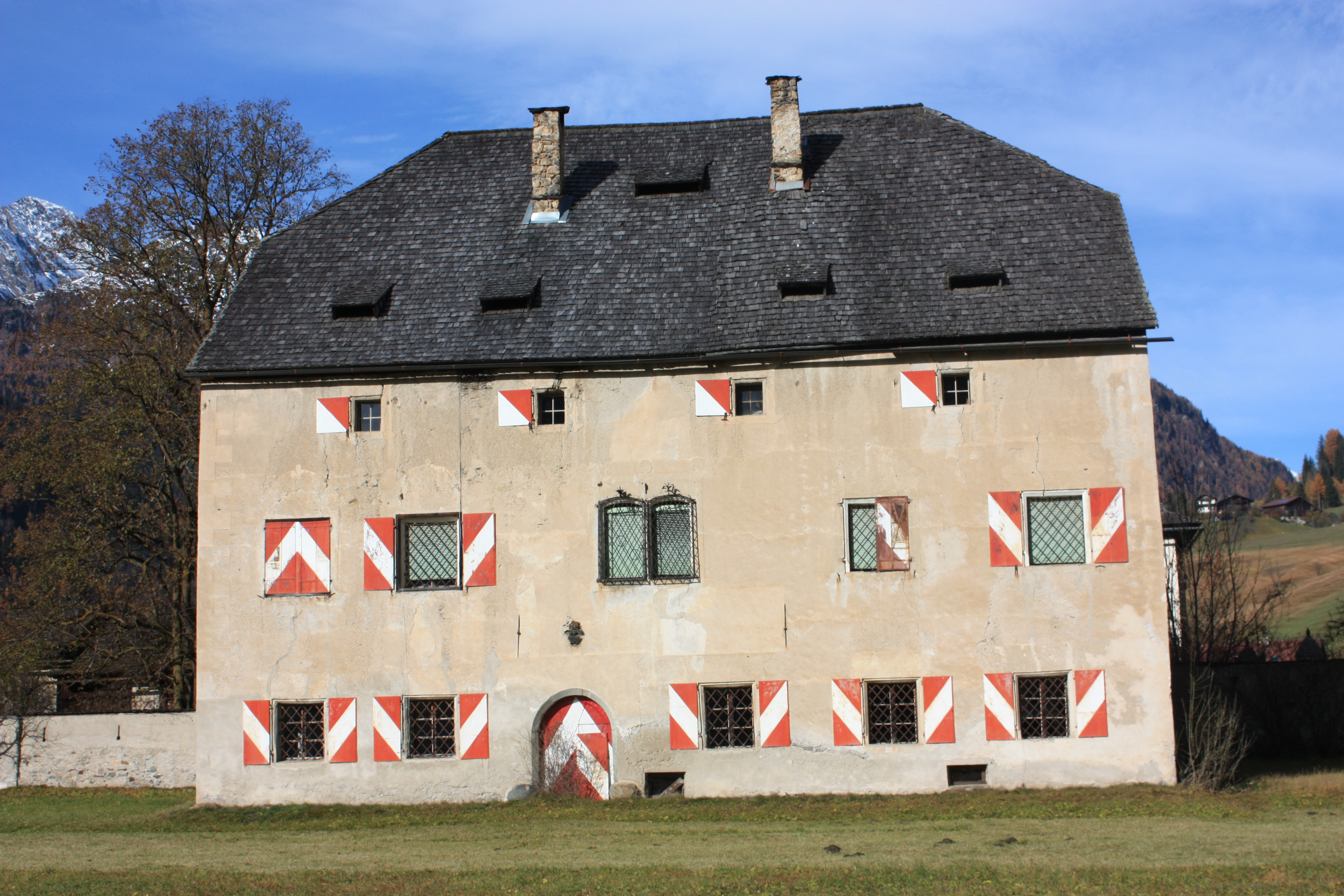
Schloss Großkirchheim

- Pfarrkirche St. Georgen in Sagritz
- Filialkirche St. Andreas in Döllach
- Wallfahrtskirche Maria Dornach in Mitteldorf
- Gartlwasserfall
- Tauerngold-Ausstellung im Putzenhof

## Wirtschaft und Infrastruktur

### Wirtschaftssektoren
Die folgende Tabelle zeigt die Entwicklung der Anzahl der Betriebe und der Beschäftigten in den Wirtschaftssektoren:
| Wirtschaftssektor            | Anzahl Betriebe | Anzahl Betriebe | Anzahl Betriebe | Erwerbstätige | Erwerbstätige | Erwerbstätige |
| Wirtschaftssektor            | 2021            | 2011            | 2001            | 2021          | 2011          | 2001          |
| ---------------------------- | --------------- | --------------- | --------------- | ------------- | ------------- | ------------- |
| Land- und Forstwirtschaft 1) | 31              | 130             | 150             | 35            | 64            | 37            |
| Produktion                   | 19              | 23              | 20              | 73            | 81            | 76            |
| Dienstleistung               | 56              | 45              | 43              | 158           | 123           | 132           |

1) Betriebe mit Fläche in den Jahren 2010 und 1999, Arbeitsstätten im Jahr 2021

### Tourismus
Nach einem Rückgang in den Jahren 2020 und 2021 liegt die Anzahl der jährlichen Übernachtungen  wieder über 40.000.
Das Gradental, das nach Westen in die Schobergruppe führt, ist touristisch durch die Adolf-Noßberger-Hütte erschlossen. Im Osten liegt die Goldberggruppe, hier bieten sich Wanderungen auf den Eckkopf oder den Stanziwurten an.

### Energie
Im Zirknitztal, das nach Osten in die Goldberggruppe führt, befinden sich Anlagen der Kraftwerksgruppe Fragant. 

### Verkehr
- Straße: Durch das Gemeindegebiet führt die Großglockner Straße (B 107).
- Rad: Die Möll entlang verläuft der Glockner Radweg.[10]

## Politik

### Gemeinderat
Der Gemeinderat von Großkirchheim hat 15 Mitglieder.
- Mit der Gemeinderatswahl 2015 hatte er folgende Zusammensetzung: 8 FPÖ, 5 ÖVP, 2 SPÖ[11]
- Seit der Gemeinderatswahl 2021 hat er folgende Zusammensetzung: 8 Liste Gemeinsam für Großkirchheim (GFG), 4 ÖVP, 3 FPÖ[12]

### Bürgermeister
- seit Jahr? Peter Suntinger (FPÖ, später parteilos, 2021 GFG).[13][14]

### Wappen
Das zentrale Motiv des Wappens der Gemeinde ist das Großkirchheimer Schloss, das von Melchior Putz von Kirchheimegg († 1583) erbaut wurde. Dieser führte in seinem Wappen sowohl drei goldene Rosen im roten Schildhaupt, als auch drei Heckenrosenfrüchte („Putzen“) als „redenden“ Anteil; beides wurde in das Gemeindewappen übernommen. Im unteren Teil des Wappens spielt der goldene Zweiberg mit dem Taleinschnitt zum einen (wie auch das Bergwerkszeichen) auf den Goldbergbau, zum anderen auf den Ortsnamen Döllach (von slow. doljah, bei den Talbewohnern) an.
Die Blasonierung des Wappens, das der Gemeinde am 5. September 1978 verliehen wurde, lautet:
„Unter rotem, mit drei goldenen Rosen belegtem Schildhaupt in Grün ein goldenes, schwarz geöffnetes Schloss mit Walmdach über goldenem Zweiberg, der rechts mit drei roten, grün bestielten Heckenrosenfrüchten, links mit schwarzem Bergwerkszeichen belegt ist.“
Die Flagge ist grün-rot mit eingearbeitetem Wappen.

## Persönlichkeiten

### Söhne und Töchter der Gemeinde
- Josef Kahn (1839–1915), Bischof von Gurk
- Franz Kahn (1866–1951), Landwirt und Politiker
- Anton Granig (1901–1945), Priester und Widerstandskämpfer

### Mit der Gemeinde verbundene Persönlichkeiten
- Hubert Sauper (* 1966), Filmregisseur